# Three Sisters Circuit
Der Three Sisters Circuit ist eine Motorsport-Rennstrecke in Wigan in der Grafschaft Greater Manchester im Vereinigten Königreich. Der Kurs liegt 4,3 km südlich des Stadtzentrums von Wigan in einem Industriegebiet des Stadtteils Bryn. Benannt wurde sie nach drei Abraumhalden die das Gebiet vor der Räumung umfasste.

## Geschichte

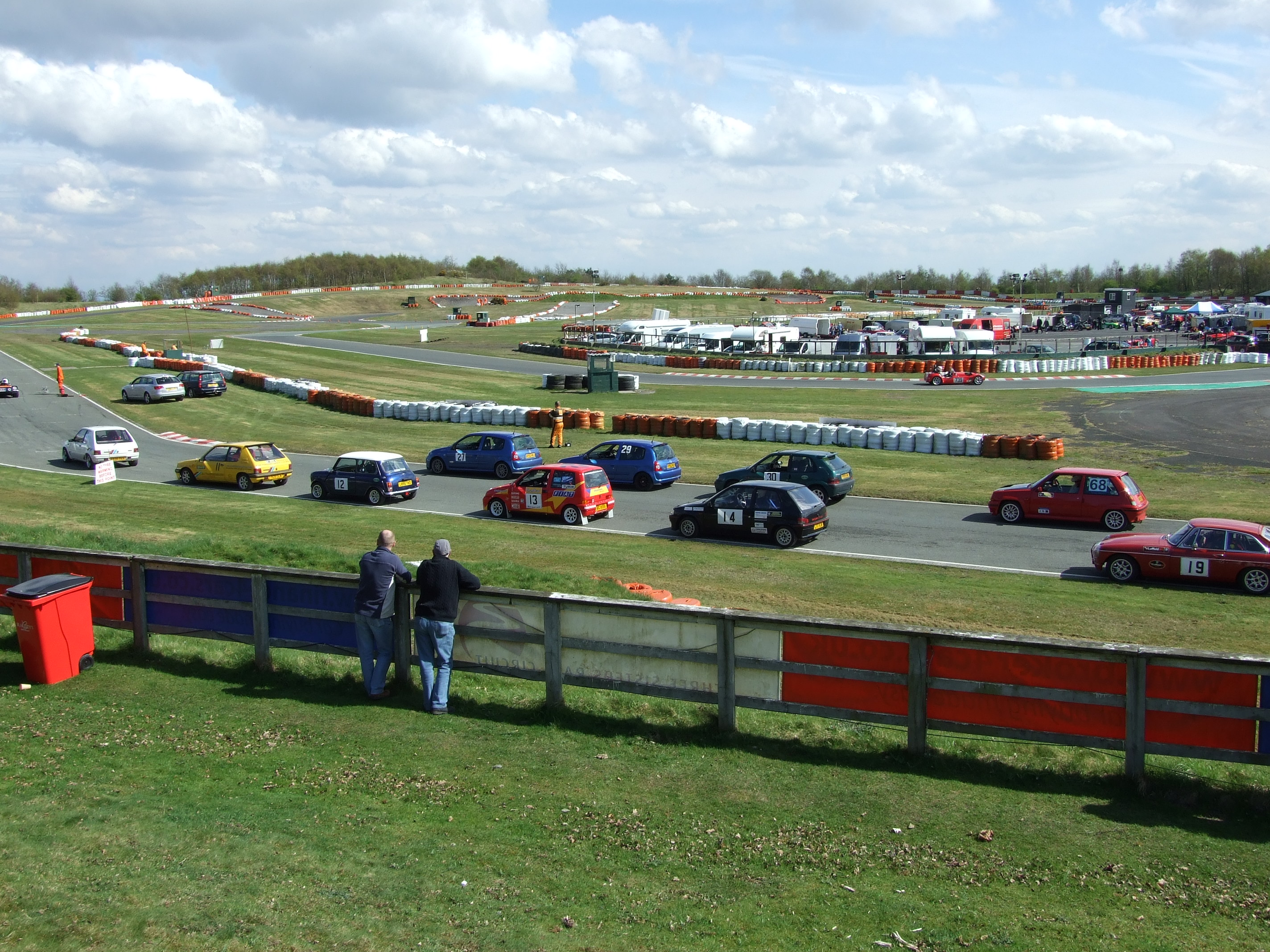
Startgerade des Three Sisters Circuit

Die Rennstrecke wurde Ende der 1960er-Jahre auf von dem Lancashire County Council gekauftem Land als Teil einer Parkanlage erbaut. Nachdem der Greater Manchester Council das Projekt im Jahr 1974 übernommen hatte, wurde die damalige Kartbahn als Teil des Parks im November 1978  mit einer Länge von 1,095 km eröffnet. Die Popularität des Kurses zog schnell auch verschiedene Motorradrennen an, welche von diversen Klubs veranstaltet wurden.
In den 1990er-Jahren wurde die Anlage vergrößert und der Rundkurs verlängert. Mit verbesserten Sicherheitsmaßnahmen konnten auch verschiedene Autorennen auf dem Kurs ausgetragen werden und dieser gelang so an Bekanntheit, unter anderem wurde dort das McLaren Mercedes Champions of the Future Programm ausgerichtet.
2017 schloss die Anlage, nach dem Konkurs der Betreibergesellschaft, kurz ihre Pforten, wurde jedoch aufgekauft und renoviert. Seitdem wird sie für verschiedene Motorsportveranstaltungen verwendet.

## Die Strecke
Der Kurs umfasst viele enge Kurven und kann in verschiedenen Layouts gefahren werden, welche für Trackdays gebucht werden können. Er befindet sich auf einem ehemaligen Waldgebiet in dem Abfälle aus dem Kohlebergbau gelagert wurden.

## Veranstaltungen
Der Circuit wird hauptsächlich für 4 und 2-rädrige Clubsport-Rennserien gebucht. Zwischen 2019 und 2022 startete unter anderem die British Scooter Sport Serie mehrfach auf der Strecke. Ferner finden noch Kart-Veranstaltungen auf der Strecke statt. 